# 巴交
巴交，另译芭蕉，是位于缅甸克钦邦密支那縣歪莫鎮區的一个小镇。该镇实际为克钦独立组织所控制，曾作为克钦独立组织总部驻扎地。2004年1月7日，驻扎于此的克钦独立组织内部曾发生夺权未遂事件，后于2005年将总部迁往拉咱。2018年时，超过300名士兵的全缅学生民主阵线北方部队驻扎于该镇附近。